# Словенск (город)
Слове́нск — город из русской книжной легенды XVII века. Известен из «Сказания о Словене и Русе», новгородского по происхождению легендарно-исторического сочинения XVII века (не позднее 1638 или не позднее начала 1640-х годов), содержащего позднелетописную легенду о происхождении славян, заселении окрестностей Новгорода племенем словен, их истории до Рюрика, эпических предках русского народа и начале Русского государства. Конструкция «Сказания…» и его датировки противоречат историческим реалиям.
По причине усобицы Словен и Рус в 3099 году от Сотворения мира со своими людьми переселились на север. На севере деяния Словена и Руса связываются с древними топонимами и городами. Они долго странствовали, затем пришли к озеру Мойска, позднее получившему название Ильмень («Илмерь») в честь сестры Словена и Руса Илмеры. Река Мутная была переименована по имени старшего сына Словена в Волхов. На её берегу князь построил город Великий Словенск, позднее названный Новгород. Рус основал Русу (Старая Руса). Аналогично прочие новгородские топонимы возводятся к именам родственников князей. Волхов, соответствуя своему имени (название реки ассоциируется с волхвами, волошбой), был колдуном и прорицателем, он умел преображаться в крокодила и наводил страх на непокорных. «Невегласии» (язычники) почитали его богом и именовали Перуном, в честь которого Волховом был основан «градок мал на месте Перыня».
Великий Словенск дважды приходил в запустение и возрождался славянами, приходившими с Дуная вместе с родственными им болгарами и скифами. При втором возрождении город был построен ниже по течению Волхова. Его «старейшиной и князем» стал Гостомысл. Отсюда славяне заселили всю Восточную и Юго-Восточную Европу. Род Гостомысла пресёкся ещё при его жизни, и он дал новгородцам совет призвать из Прусской земли самодержцев «от рода Августова» — потомков римского императора Августа. Из Пруссии пришёл «курфистр или князь великий» Рюрик.
Новгородская редакция «Сказания…» завершена сюжетом из «Сказания о князьях Владимирских». Рассказывается, что Гостомысл правит в возобновленном после запустения Новгороде / Словенске. Он даёт совет призвать «самодержца» из Прусской земли «от рода Августова». В Новгород прибыл «курфистр и князь великий» Рюрик.
Также в «Сказании…» говорится: «Сын старейшаго князя новгородцкаго Гостомысла, именуемый младый Словен, сей отъиде от отца своего в Чюдь и тамо постави град во имя свое над рекою на месте, нарицаемом Ходницы, и нарече граду имя Словенеск, и княжив в нем три лета, и умре. Сын же его Избор, сей преименова имя граду своему и нарече Изборск. Сей же князь Избор змием изъяден умре».
Сведения из «Сказания…» пользовались популярностью у фальсификаторов — А. И. Сулакадзева и составителей «Велесовой книги». В неоязыческом объединении «Велесов круг» (руководитель Илья Черкасов — волхв Велеслав) летоисчисление ведётся от 2409 года до н. э., «от основания Словенска Великого».